# Héðinn Gilsson
Héðinn Gilsson (* 22. September 1969) ist ein ehemaliger isländischer Handballspieler, der zumeist als linker Rückraumspieler eingesetzt wurde.
Der 2,02 m große Rechtshänder begann seine Laufbahn beim isländischen Verein FH Hafnarfjörður, mit dem er 1990 isländischer Meister wurde. In Deutschland spielte er ab 1991 für den HSV Düsseldorf und ab 1996 für den VfL Fredenbeck, ehe er während der Saison 1997/98 zum Bundesligisten TSV Bayer Dormagen wechselte, mit dem er nach dieser Spielzeit in die 2. Handball-Bundesliga abstieg. In der folgenden Saison gelang ihm der sofortige Wiederaufstieg. 2000 kehrte er nach Hafnarfjörður zurück.
Mit der Isländischen Nationalmannschaft nahm Héðinn Gilsson an den Olympischen Spielen 1992 teil und belegte den vierten Platz. Dort warf er 17 Tore in sechs Spielen. Er bestritt 138 Länderspiele, in denen er 300 Tore erzielte.